# قائمة الأحزاب السياسية في سوريا
قائمة الأحزاب السياسية في سوريا : تظهر الأحزاب الرئيسية والصغيرة التي تنشط في الساحة السياسية السورية. رغم أن التجربة الحزبية ترقى في سوريا لأواخر العهد العثماني إلا أن انقلاب الثامن من آذار الذي أوصل حزب البعث إلى السلطة قد ألغى التعددية السياسية واستبدلها بنظام الحزب الواحد عن طريق الجبهة الوطنية التقدمية التي يقودها حزب البعث وتشمل عدد من الأحزاب الاشتراكية واليسارية المماثلة لفكره عمومًا، بما يشبه النمط السائد في الدول الشيوعية. بعد الانتفاضة السورية صدر قانون جديد للأحزاب يتيح للمرة الأولى التعددية السياسية وإنشاء الجمعيات والأحزاب السياسية، كما صدر دستور الجديد ينهي هيمنة حزب البعث على السلطة.
الأحزاب المحظورة وغير المرخصة تعمل بشكل سري وبدرجات مختلفة من التسامح من قبل الأطراف الحكومية، الأحزاب الكردية والآشورية عليها رقابة أما الرقابة الأشد فهي على الأحزاب الإسلامية، على سبيل المثال يعاقب القانون بالإعدام من ينتسب لجماعة الإخوان المسلمين السورية. ينصّ القانون على إجبار الأحزاب تبني رؤية الدستور للجمهورية، بما فيها القومية العربية رغم وجود أحزاب ترفض هذه الفكرة مثل الحزب السوري القومي الاجتماعي.
منذ صدور قانون الأحزاب في أغسطس 2011 تم الترخيص لعدد كبير من الأحزاب الجديدة، غير أنها إما قاطعت لم تتمكن من دخول مجلس الشعب.

## القائمة

### أحزاب الجبهة الوطنية التقدمية
- حزب البعث العربي الاشتراكي
- الحزب الشيوعي السوري - بكداش
- الحزب الشيوعي السوري الموحد
- حزب الوحدويين الاشتراكيين
- الحزب الوحدوي الاشتراكي الديموقراطي
- الاتحاد الاشتراكي العربي
- الاتحاد العربي الديموقراطي
- حركة الاشتراكيين العرب
- حزب العهد الوطني
- الحزب السوري القومي الاجتماعي

### أحزاب معارضة
- تيار اليسار الثوري في سوريا
- التيار السوري الاصلاحي (( مرخص ))
- حزب بناء سورية الديمقراطي
- حزب أحرار - الحزب الليبرالي السوري
- الحزب الآشوري الديمقراطي
- حزب التأسيس السوري
- حزب اليسار الديمقراطي السوري
- هيئة التنسيق الوطنية لقوى التغيير الديمقراطي
- الجبهة الشعبية للتغيير والتحرير
- حزب الإرادة الشعبية
- تيار بناء الدولة السورية
- الحزب الجمهوري السوري
- حزب التأسيس السوري
- الحزب الوطني السوري الجديد
- حزب الشعب الديمقراطي السوري (محظور)
- الإخوان المسلمون (محظور)
- حزب التحرير الإسلامي (محظور)
- حزب العمل الشيوعي (محظور)
- حركة العدالة والبناء
- حزب الحداثة والديمقراطية لسورية
- تيار الوسط
- حزب الشعب الحر
- حزب النهضة الوطني الديمقراطي
- حزب الشعب الكوردستاني (محظور)
- الحزب الديمقراطي الكردي السوري (محظور)
- الحزب اليساري الكردي (محظور)
- حزب يكيتي الكردي في سوريا (محظور)
- حزب آزادي الكردي السوري (محظور)
- الحزب الديموقراطي الكردي السوري (محظور)
- التجمع الديموقراطي الآشوري (محظور)
- المنظمة الآثورية للديمقراطية (محظور)
- حزب العمل الديمقراطي (محظور)
- حزب الأنصار (محظور)
- حزب سوريا الوطن
- حزب الشباب الوطني السوري
- الحزب الديمقراطي السوري
- حزب التضامن العربي الديمقراطي
- حزب التنمية الوطني
- حزب الطليعة الديمقراطي
- حزب الشباب الوطني للعدالة والتنمية
- حزب التضامن
- حزب الاتحاد السرياني
- الحزب الشيوعي السوري-المكتب السياسي
- حزب الاستقلال السوري
- مجلس قبائل وعشائر السورية
- تيار المستقبل الكردي في سوريا
- حزب سوريا المستقبل

### أحزاب تاريخية
- حزب الشعب
- الكتلة الوطنية
- الحزب الشيوعي السوري
- حزب البعث العربي الاشتراكي الديمقراطي
- اتحاد الشباب الديمقراطي السوري

## مواقع خارجية
- سوريا السياسية، الأحزاب والحركات والتيارات.
- حزب أحرار - الحزب الليبرالي السوري